# 李寬 (成化進士)
李寬（1441年—1500年），字克寬，陝西省臨洮府蘭縣人，軍籍，治《書經》。

## 生平
閏十一月十二日生，行一，由軍生中式陝西鄉試第二十三名舉人，會試中式第二百十五名。年三十二歲中式成化八年壬辰科第三甲第一百六十六名進士。

## 家族
曾祖李文通；祖李亨；父李欽；母常氏。具慶下，妻丁氏，繼妻顧氏。